# Хмельно (Західнопоморське воєводство)
Хмельно (пол. Chmielno) — село в Польщі, у гміні Боболиці Кошалінського повіту Західнопоморського воєводства.
Населення — 348 осіб (2011).

## Демографія
Демографічна структура станом на 31 березня 2011 року:
|          | Загалом | Допрацездатний вік | Працездатний вік | Постпрацездатний вік |
| -------- | ------- | ------------------ | ---------------- | -------------------- |
| Чоловіки | 183     | 37                 | 137              | 9                    |
| Жінки    | 165     | 35                 | 96               | 34                   |
| Разом    | 348     | 72                 | 233              | 43                   |